# 东京城林业局
东京城林业局，又称东京城重点国有林管理局，是一个位于中华人民共和国黑龙江省牡丹江市寧安市的类似乡级单位，亦是中国龙江森林工业集团（黑龙江省森林工业总局）所属的一个林业局，分属牡丹江林业管理局。
东京城林业局施业区总面积41.8万公顷，森林总蓄积量3578万立方米，森林覆盖率86%。中国最大的高山堰塞湖镜泊湖位处境内，设有镜泊湖森林公园。
在吉林省敦化市境内占地686.72平方公里。

## 行政区划
东京城林业局下辖以下单位：
第一社区、第二社区、第三社区、第四社区、第五社区、第六社区、第七社区、第八社区、第九社区、第十社区、第十一社区、第十二社区、第十三社区、第十四社区、第十五社区、第十六社区、第十七社区、第十八社区、第十九社区、第二十社区、第二十一社区、第二十二社区、第二十三社区、第二十四社区、红旗林场、三道林场、奋斗林场、桦树经营所、新城经营所、团山子经营所、英山经营所、尔一林场、尔二林场、尔三林场、小北沟林场、苇芦河林场、鹿苑岛林场、尔站经营所、梨树沟经营所、抚育站经营所、斗沟子林场、榆树川林场、湾沟林场、湖南林场、东方红林场、南湖头经营所、英格岭经营所、苇子沟经营所、湖北经营所、湖西经营所、鹿道经营所。